# دفاع از زیست‌بوم

جلد ویرایش دوم سال ۱۹۸۷

دفاع از زیست‌بوم نام کتابی است نوشتهٔ دیو فورمن از بنیان‌گذاران جنبش اول زمین! و فعال محیط زیست که در این کتاب به روش‌هایی برای مبارزهٔ عملی با آسیب‌زنندگان به محیط زیست پرداخته است.